# Костарівка
Костарівка — річка в Україні й Білорусі, у Поліському й Наровлянському районах Київської й Гомельської області. Права притока Прип'яті, (басейн Дніпра).

## Опис
Довжина річки приблизно 28,8 км. Формується притоками, багатьма безіменними струмками, загатами та повність каналізована.

## Розташування
Бере початок з болота у селі Товстий Ліс. Тече переважно на північний схід через Нову Красницю, Речицю, Білу Сороку і впадає у річку Прип'ять, праву притоку Дніпра.

## Притоки
- Рудьківка, Тес (ліві).[3]